# Rene Mlekuž
Rene Mlekuž (ur. 25 sierpnia 1975 w Slovenskiej Bistricy) – słoweński narciarz alpejski.

## Kariera
Po raz pierwszy na arenie międzynarodowej pojawił się w 1993 roku, startując na mistrzostwach świata juniorów w Montecampione. Zajął tam między innymi 11. miejsce w kombinacji i 16. miejsce w slalomie. Podczas rozgrywanych rok później mistrzostw świata juniorów w Lake Placid zajął 15. miejsce w gigancie i 18. miejsce w zjeździe.
W zawodach Pucharu Świata zadebiutował 6 stycznia 1995 roku w Kranjskiej Gorze, gdzie nie zakwalifikował się do drugiego przejazdu w gigancie. Pierwsze pucharowe punkty wywalczył 26 listopada 1995 roku w Park City, zajmując 27. miejsce w slalomie. Na podium zawodów tego cyklu jedyny raz stanął 21 stycznia 1996 roku w Veysonnaz, kończąc rywalizację w slalomie na drugiej pozycji. W zawodach tych rozdzielił Francuza Sébastiena Amieza i Austriaka Thomasa Sykorę. W sezonie 1996/1997 zajął 60. miejsce w klasyfikacji generalnej.
Startował w slalomie na igrzyskach olimpijskich w Salt Lake City w 2002 r., ale nie ukończył zawodów. Był też między innymi piąty w slalomie na mistrzostwach świata w Sankt Anton w 2001 roku i dziesiąty w tej samej konkurencji podczas mistrzostw świata w Sestriere cztery lata wcześniej.

## Osiągnięcia

### Igrzyska olimpijskie
| Miejsce | Dzień     | Rok  | Miejscowość    | Konkurencja | Czas biegu | Strata | Zwycięzca         |
| ------- | --------- | ---- | -------------- | ----------- | ---------- | ------ | ----------------- |
| DNF2    | 23 lutego | 2002 | Salt Lake City | Slalom      | 1:41,06    | -      | Jean-Pierre Vidal |

### Mistrzostwa świata
| Miejsce | Dzień     | Rok  | Miejscowość   | Konkurencja | Czas biegu | Strata | Zwycięzca            |
| ------- | --------- | ---- | ------------- | ----------- | ---------- | ------ | -------------------- |
| 14.     | 19 lutego | 1996 | Sierra Nevada | Kombinacja  | 3:31,95    | +6,10  | Marc Girardelli      |
| DNF1    | 25 lutego | 1996 | Sierra Nevada | Slalom      | 1:42,26    | -      | Alberto Tomba        |
| DNF1    | 12 lutego | 1997 | Sestriere     | Gigant      | 2:48,23    | –      | Michael von Grünigen |
| 10.     | 15 lutego | 1997 | Sestriere     | Slalom      | 1:51,70    | +1,66  | Tom Stiansen         |
| 5.      | 10 lutego | 2001 | Sankt Anton   | Slalom      | 1:39,66    | +1,04  | Mario Matt           |
| DNF2    | 16 lutego | 2003 | Sankt Moritz  | Slalom      | 2:45,93    | -      | Ivica Kostelić       |

### Mistrzostwa świata juniorów
| Miejsce | Dzień    | Rok  | Miejscowość   | Konkurencja | Czas biegu | Strata | Zwycięzca          |
| ------- | -------- | ---- | ------------- | ----------- | ---------- | ------ | ------------------ |
| 31.     | 2 marca  | 1993 | Montecampione | Supergigant | 1:38,79    | +3,30  | Massimiliano Iezza |
| 32.     | 4 marca  | 1993 | Montecampione | Zjazd       | 1:28,27    | +2,69  | Gaëtan Llorach     |
| 34.     | 5 marca  | 1993 | Montecampione | Gigant      | 2:06,45    | +6,29  | Josef Strobl       |
| 16.     | 6 marca  | 1993 | Montecampione | Slalom      | 2:06,45    | +3,15  | Chip Knight        |
| 11.     | 7 marca  | 1993 | Montecampione | Kombinacja  | ?          | ?      | Gaëtan Llorach     |
| 18.     | 7 marca  | 1994 | Lake Placid   | Zjazd       | 1:38,07    | +2,88  | Kevin Wert         |
| 15.     | 14 marca | 1994 | Lake Placid   | Gigant      | 2:27,88    | +1,88  | Stefan Stankalla   |

### Puchar Świata

#### Miejsca w klasyfikacji generalnej
- sezon 1994/1995: -
- sezon 1995/1996: 67.
- sezon 1996/1997: 60.
- sezon 1997/1998: 100.
- sezon 1998/1999: -
- sezon 1999/2000: -
- sezon 2000/2001: 72.
- sezon 2001/2002: 73.
- sezon 2002/2003: 82.
- sezon 2003/2004: 108.
- sezon 2004/2005: -

#### Miejsca na podium
1. Veysonnaz – 21 stycznia 1996 (slalom) – 2. miejsce